# Фергеса Тиране
«Фергеса Тиране» (алб. Fërges Tirane — «тиранский фергес» или «тиранская запеканка») — традиционное блюдо албанской кухни, происходящее из Тираны, столицы Албании. Состоит из паприки, помидоров и рассольного сыра. Предварительно поджаренные и приправленные ингредиенты помещаются в форму, в которой запекаются. Блюдо подаётся в горячем виде. «Фергеса Тиране» может подаваться как главное вегетарианское блюдо вместе с рисом и картофелем, а также подаваться в качестве гарнира к различным мясным блюдам.

## Способ приготовления
Для приготовления вегетарианского фергеса помидоры и перец очищают от шкурки, вытаскивают семена из перца и поджаривают овощи на оливковом масле. После остывания нарезают маленькими кубиками. Для приготовления соуса растапливают сливочное масло, постепенно добавляют в него фету и муку, после чего заливают им овощи и запекают в духовке. Также овощи можно поджарить вместе с телятиной или печенью.